# 岩村英郎
岩村 英郎（いわむら えいろう、1915年9月13日 - 1991年5月7日）は、日本の実業家。川崎製鉄社長、会長を務めた。大阪府大阪市出身。

## 経歴・人物
1938年に東京帝国大学工学部冶金学科を卒業し、同年に川崎造船所に入社した。1950年に川崎製鉄に移り、常務、専務、副社長を経て、1977年6月に社長に就任し、1982年6月には会長に就任した。1988年6月に取締役相談役に就任し、1990年6月に相談役に就任した。
日本経営者団体連合会常任理事、日本卓球協会会長も務めた。
1985年11月に勲一等瑞宝章を受章。
1991年5月7日、肝不全のために死去。75歳没。